# Razapinjanje
Razapinjanje predstavlja metodu pogubljenja koja se izvodila pričvršćivanjem osuđene osobe - bilo vezanjem bilo prikucavanjem čavlima i klinovima - na drvenu podlogu, najčešće u obliku križa - te njenim ostavljanjem do smrti od gladi i dehidracije. Razapinjanje se često ćinilo u starom vijeku - od strane Perzijanaca, Seleukida, Kartažana i Rimljana. Kaznu razapinjanjem je u Rimu godine 337. ukinuo car Konstantin I u znak poštovanja prema Isusu Kristu - najpoznatijoj od svih žrtava razapinjanja. Nakon toga se razapinjanje ćinilo gotovo isključivo u ne-kršćanskim zemljama, od čega je najpoznatiji Japan u doba Tokugawinog šogunata. Danas se očuvalo jedino u kaznenom zakonodavstvu Irana.
Određene kršćanske zajednice ponekad prakticiraju obredno razapinjanje u kojima raspete osobe odaju počast Kristu nastojeći se poistovjetiti s njegovim patnjama, a za što su najpoznatiji primjer Filipini.
Najpoznatiji simbol za razapinjanje je raspelo koji predstavlja važan simbol za katolike, pravoslavce, orijentalne kršćane, s time da protestanti daju prednost križu bez Isusovog lika na njemu.

## Vanjske poveznice
- New Scientist article on cause of death in crucifixion.
- "Forensic and Clinical Knowledge of the Practice of Crucifixion" by Dr. Frederick Zugibe  Arhivirana inačica izvorne stranice od 2. travnja 2004. (Wayback Machine)
- Jesus's death on the cross, from a medical perspective  Arhivirana inačica izvorne stranice od 27. siječnja 2006. (Wayback Machine)
- "Crucifixion in antiquity - The Anthropological evidence"  Arhivirana inačica izvorne stranice od 12. veljače 2012. (Wayback Machine) By Joe Zias
- Jewish Encyclopedia: Crucifixion
- Crucifixion of Joachim of Nizhny-Novgorod